# Orlando Becker
Orlando Becker (Santo Amaro da Imperatriz, 6 de junho de 1918 – Florianópolis, 12 de abril de 1993) foi um político brasileiro.
Foi empresário do ramo de serrarias em Bocaina do Sul, Lages e São Joaquim.
Militante do Partido Social Democrático (PSD), foi prefeito de Santo Amaro da Imperatriz de 1958 a 1962.